# AN21
AN21 (uttalat "An-twuan"), född Antoine Gabriel Michel 	Haydamous Josefsson 17 augusti 1989 i Stockholm, är en discjockey/producent inom house-genren och skivbolagsägare. Han brukar samarbeta och producera ihop låtar med Max Vangeli och båda två är medlemmar i skivbolaget Size Records.
Antoine och Max har även spelat på Swedish House Mafias Masquerade Motel i Pacha, Ibiza och världens största house-festival Sensation White. De släppte den 17 juli en remix av Swedish House Mafias låt "Save the World" (An21 & Max Vangeli Remix) och i mars 2012 ska ett nytt album släppas ihop med Max Vangeli. I albumet kommer artister som Tiësto, Kate Elsworth och Example vara med och det kommer att släppas på Interscope och Size Records.
AN21 är yngre bror till Steve Angello i Swedish House Mafia.
Stora festivaler han spelat på är Sensation White, Miami Music Week, Mysteryland och Creamfields. I Sensation White Prag spelade han för ca 10 000 personer och i Mysteryland spelade han och Max för 60 000 personer.
Han har även blivit nominerad som "Breakthrough DJ" av IDMA (International Dance Music Awards) och även nominerad som "Top 5 DJs to watch in 2011" i DJ Mags top 100 poll där han kom på plats #85.